# Université Sun Yat-sen de Moscou

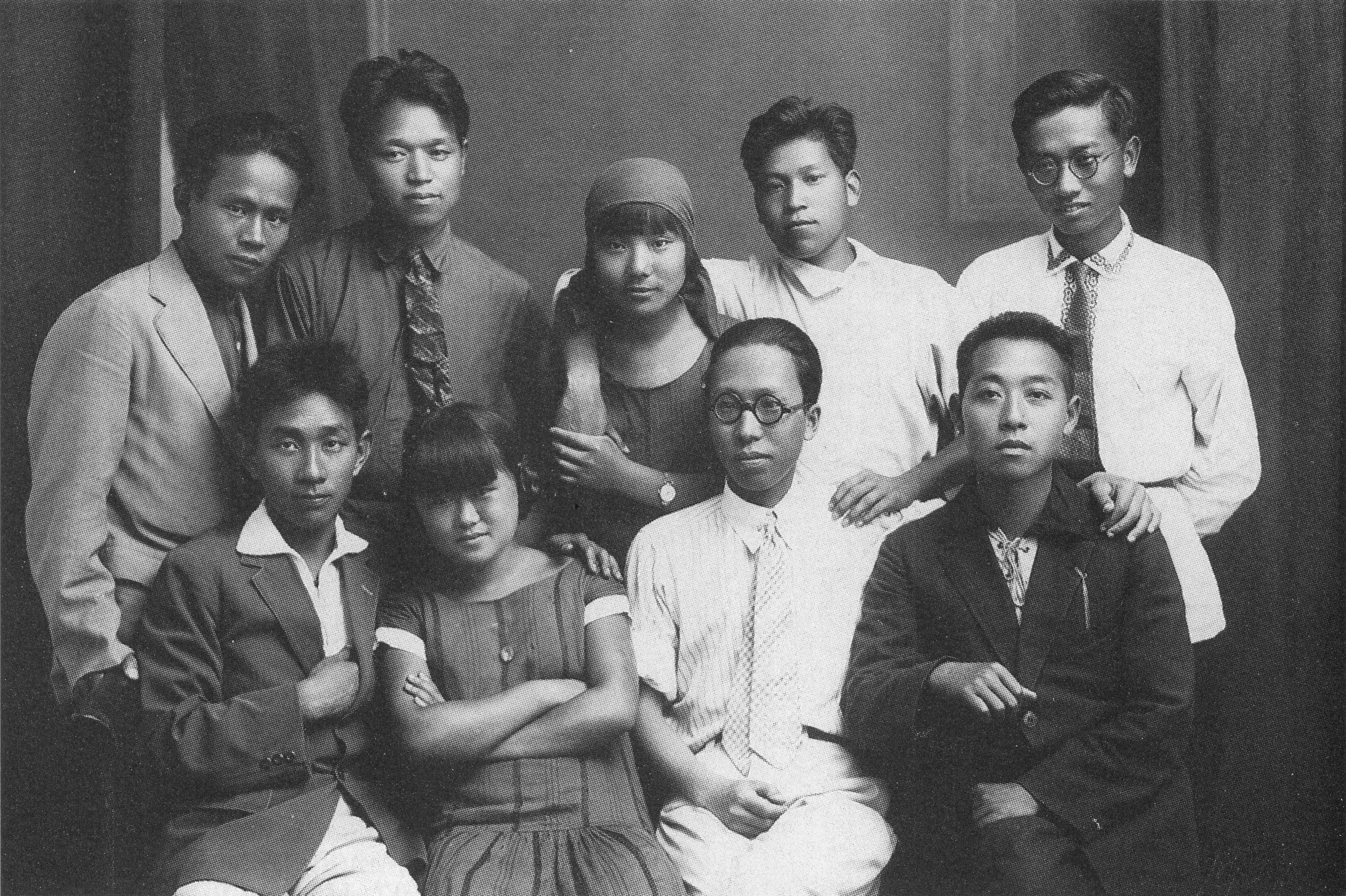
Étudiants de l'université de Sun Yat-sen.

L’université Sun Yat-sen de Moscou (en chinois : chinois : 莫斯科中山大学 — pinyin : Mòsīkē Zhōngshān Dàxué ; en russe : Коммунистический университет трудящихся Китая имени Сунь Ятсена) était un lieu de formation à Moscou des révolutionnaires chinois pour le Parti communiste chinois (PCC) et le Kuomintang (KMT) dans les années 1920 et a eu une influence profonde dans l’histoire moderne chinoise.

## Histoire
En 1923, Sun Yat-sen, le fondateur du KMT commença à adopter une politique d’alliance avec le PCC et l’Union soviétique après avoir subi de nombreuses frustrations et réalisé qu’il était impossible d’avoir une république en Chine qui puisse se reposer sur les sociétés secrètes et les seigneurs de la guerre. L’Union soviétique et le PCC répondirent avec passion et enthousiasme. En 1925, l’URSS créa à Moscou l’université Sun Yat-sen pour former des révolutionnaires chinois. L’université fut nommé Sun Yat-sen l’année de sa mort, pour montrer le respect que l’URSS et le PCC avaient pour la contribution que le Dr. Sun apporta à la révolution chinoise. Borodine, consultant du KMT envoyé par l’URSS, dirigea le recrutement des premiers élèves. Ces élèves étaient choisis parmi les élites du PCC et du KMT. La mission principale de l’université était d’éduquer les élèves sur les théories marxistes et léninistes, former des cadres aux mouvements de masse et d’en faire de vrais bolcheviks.
Les professeurs vinrent principalement d’Union soviétique, parmi lesquels de vieux bolcheviks comme Karl Radek, qui fut le premier président de l’université. Parce que les élèves avaient des passés et formations différents, certains sortant des universités chinoises, d’autres étant des révolutionnaires ou érudits célèbres, d’autres enfin ayant peu d’éducation mais une grande pratique des mouvements communistes, l’université regroupa les élèves en différents niveaux et leur fournit des cours selon leur niveau d’éducation. 
Les cours dispensés par l’université étaient centrés sur les théories de base du marxisme et du léninisme, et les leçons que l’on pouvait tirer des mouvements du communisme international. Les élèves pouvaient apprendre les moyens et les pratiques de la mobilisation des foules et de la propagande. L’université donnait aussi des cours sur l’art militaire, cours théoriques et formation.
En dehors des cours, il y avait des conférences régulières sur le mouvement communiste international et la révolution chinoise, conférences données par des dirigeants du Komintern, de l’Union soviétique, du PCC, parmi lesquels on trouve Staline, Trotsky, Zhang Guotao et Xiang Zhongfa.
Bien que le cursus des études ne fût que de deux ans, son impact était très fort sur les élèves. Parmi ces derniers, on retrouve les 28 bolcheviks, Deng Xiaoping, Zuo Quan et d’autres éminents membres du PCC et aussi d’importants membres du KMT comme Chiang Ching-kuo, He Zhonghan, Deng Wenyi.
En 1927, l’alliance entre le KMT et le PCC fut rompue et les élèves relevant du KMT furent renvoyés en Chine. Lorsque la lutte de pouvoir entre Staline et Trotsky atteignit son comble, Radek fut renvoyé et remplacé par son adjoint Pavel Mif qui était trop ambitieux pour se limiter à l’espace du campus. Mif devint le vice-directeur du département d’Extrême-Orient du Komintern et joua un rôle important dans les décisions du PCC. 
L’université fut fermée au début des années 1930.